# Naturschutzgebiet Härdler

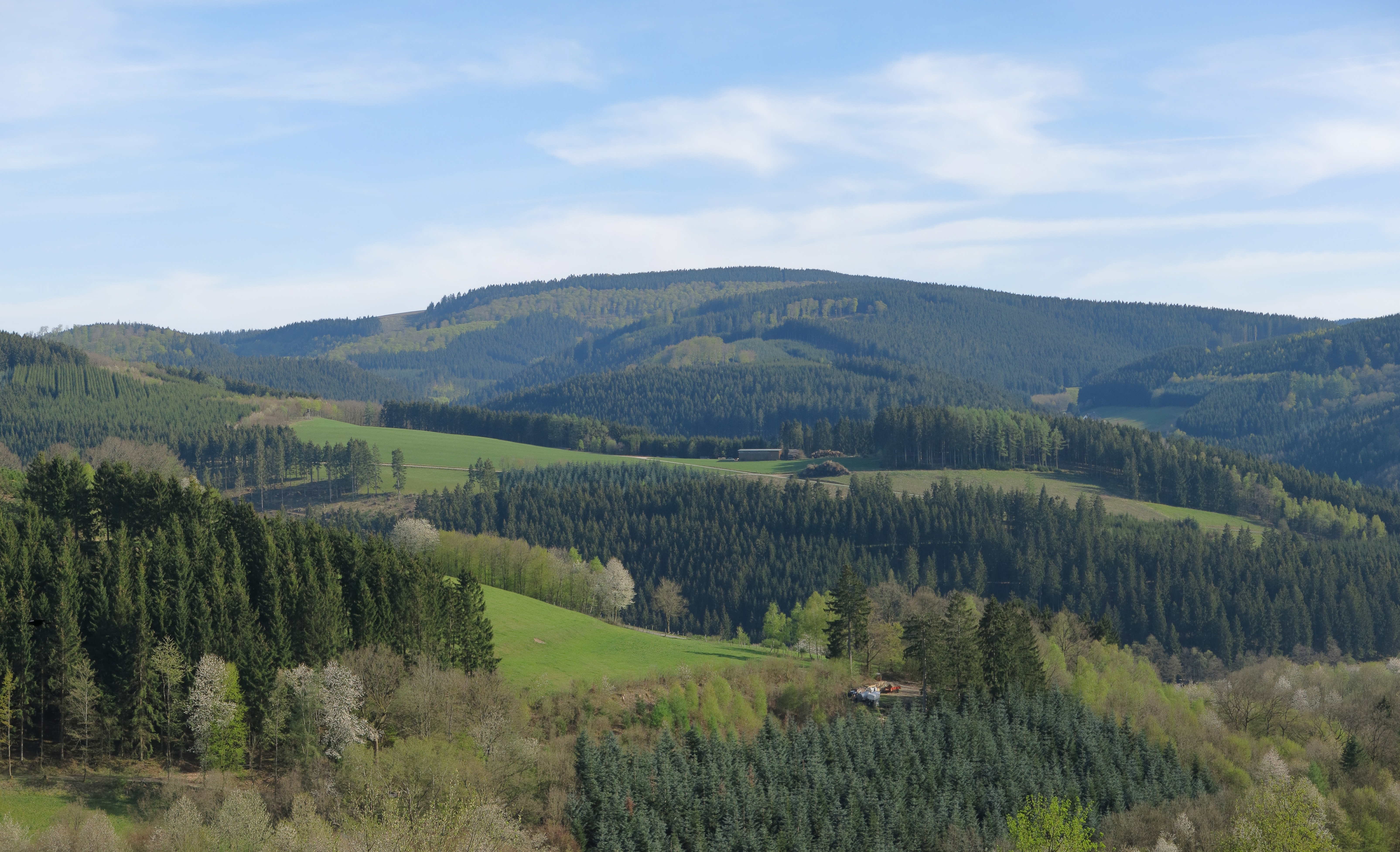
Der Härdler von Norden

Das Naturschutzgebiet Härdler ist ein 22,43 ha großes Naturschutzgebiet (NSG) südöstlich von Milchenbach in der Gemeinde Lennestadt. Das Gebiet wurde 2006 mit dem Landschaftsplan Elsper Senke – Lennebergland. Nr. 2 durch den Kreis Olpe als NSG ausgewiesen.

## Beschreibung
Beim NSG handelt es sich um einen 120 Jahre alten naturnahen Rotbuchenwald mit typischer Hallenstruktur und Totholzanteilen nördlich des Gipfels des Berges Härdler mit 756,3 m ü. NHN. Das Gebiet liegt größtenteils auf einer Höhe von über 700 m ü. NN. In über 120-jährigen Laubholzbeständen sollen je Hektar bis zu zehn starke Altbäume, insbesondere Horst- und Höhlenbäume, bestimmt werden und als Alt- oder Totholz für die Zerfallsphase in den Beständen belassen werden.

## Schutzzweck
Das NSG soll dieses Waldgebiet mit Buchenwäldern sowie dessen landschaftsraumtypischer Tier- und Pflanzenarten schützen. Wie bei allen Naturschutzgebieten in Deutschland wurde in der Schutzausweisung darauf hingewiesen, dass das Gebiet „wegen der Seltenheit, besonderen Eigenart und Schönheit des Gebietes“ zum Naturschutzgebiet erklärt wurde.